# Battaglia di Milazzo (260 a.C.)
La battaglia di Milazzo (Mylae) si è svolta nel 260 a.C., nel corso della prima guerra punica ed è stata la prima vittoria navale di Roma nei confronti dell'esperta flotta di Cartagine.

## Situazione
La Prima guerra punica cominciava a delinearsi come guerra di lunga durata. Per la conquista della Sicilia Cartagine si era battuta per secoli con Siracusa ed altre colonie greche; non avrebbe certo ceduto territori, colonie e commerci ai romani senza resistere duramente.
Roma, dopo la battaglia di Messina e un breve vittorioso conflitto con Siracusa governata da Gerone II, aveva accettato l'alleanza dei greco-siciliani per avere delle facilitazioni logistiche e di rifornimento. Con la successiva battaglia di Agrigento, Roma si era spinta lontano lungo la costa meridionale della Sicilia lasciando alla flotta di Cartagine il controllo dell'occidente e della costa tirrenica. Nel contempo riceveva l'adesione di molte città dell'interno che erano più direttamente attaccabili da eserciti di terra, arrivando fino a Segesta, a poche miglia dalla base cartaginese di Trapani.
Cartagine con la sua potente ed esperta flotta manteneva il controllo delle rotte di navigazione; Roma, che per i commerci e i rifornimenti si era limitata ad affidarsi alle marinerie greche ed etrusche, non poteva proteggere le navi. Per spezzare questo ricatto economico e bellico Roma dovette iniziare la costruzione di una sua flotta militare. Nel 260 a.C. le prime navi romane erano pronte e furono inviate verso la Sicilia. 17 navi, al comando del console Gneo Cornelio Scipione Asina furono attaccate da venti navi cartaginesi nel porto di Lipari. La battaglia delle Isole Lipari vide il console Scipione catturato e il comandante della flottiglia punica Boode tornare a Palermo dal comandante delle forze cartaginesi in Sicilia, Annibale Giscone.
La sconfitta di Roma in questa prima battaglia fu dettata dalla sua inesperienza nel settore navale, dove Cartagine era cosciente della propria superiorità.

## L'arma segreta
Rimasti senza un console, i Romani inviarono messaggi all'altro, Gaio Duilio, che comandava le forze terrestri. Nel frattempo cominciò la preparazione della flotta per sostenere l'attacco di quella cartaginese che si sapeva essere in movimento; i Romani, resisi rapidamente conto dell'inferiorità operativa nelle manovre navali e nella guerra per mare in genere, elaborarono quella che oggi sarebbe definita un'arma segreta: il corvo.
La vera natura di tale strumento è in discussione fra gli storici. Secondo lo storico greco Polibio, che scriveva circa un secolo più tardi, il corvo era costituito da: un palo cilindrico posto a prua della nave, avente una lunghezza di quattro orgìe e un diametro di tre palmi. Qui veniva inchiodata una scala a tavole trasversali larga quattro piedi e lunga sei orgìe. La scala aveva ai lati un parapetto alto fino al ginocchio. Sulla punta era installato una sorta di pestello di ferro appuntito con un anello in cima, sicché l'insieme sembrava del tutto simile ai macchinari per la preparazione del pane. Una corda attaccata all'anello permetteva di sollevare il corvo che, se lasciato cadere, si piantava sul tavolato della nave avversaria rendendo impossibile la separazione delle navi.
In pratica il corvo era una passerella che fissata alla nave avversaria, permetteva a soldati abituati a combattere sulla terraferma di passare da una nave all'altra senza evoluzioni sulle funi e quindi di combattere come erano addestrati a fare. Se le navi restavano accostate ai fianchi l'abbordaggio era generale, se invece si attaccava la prua, il corvo permetteva l'attacco dei fanti su due file. I primi assaltatori riparavano loro stessi e i compagni tenendo gli scudi davanti a loro, quelli che seguivano, sempre con gli scudi, proteggevano i fianchi.
Si deve citare, a margine, il fatto che qualcuno (Sordi) mette in dubbio l'esistenza dei corvi attribuendone l'invenzione al comandante cartaginese Annibale Giscone quale giustificazione della sconfitta. Vista l'abitudine cartaginese di crocifiggere i generali sconfitti (fine che toccherà anche a lui dopo la sconfitta alla battaglia di Sulci) si può credere che il pericolo avrebbe "aguzzato l'ingegno" di Annibale. Per contro almeno un tremendo naufragio di una flotta romana è stato attribuito proprio alle difficoltà di manovra delle navi appesantite dai corvi il cui uso è stato in breve abbandonato.

## La battaglia
Gaio Duilio si recò personalmente al comando della flotta, settore più debole, lasciando ai tribuni la gestione delle truppe e delle operazioni a terra, settore bellico a cui le legioni erano già addestrate e da secoli vittoriose.
Le truppe cartaginesi stavano saccheggiando la zona attorno a Milazzo; Gaio Duilio diresse la flotta romana verso la città e Annibale Giscone, informato di questo spostamento del teatro delle operazioni, salpò da Palermo al comando di una flotta di 130 navi e, convinto dal risultato della battaglia di Lipari, della sua superiore capacità operativa, incrociò la flotta nemica nel golfo di Milazzo.
I Cartaginesi, vedendo i corvi sulle tolde delle navi nemiche,
(Polibio, Storie, I, 23, BUR. Milano, 2001. trad.: M. Mari.)

Ricostruzione di un 'corvo'

Il corvo si rivelò decisivo per le sorti della battaglia: le navi immobilizzate tra di loro permisero ai Romani di scontrarsi sui ponti delle navi e la battaglia da navale divenne simile a una terrestre, un genere di scontro in cui i Romani si erano distinti nei secoli. I Cartaginesi, sbalorditi furono in parte massacrati e in parte si arresero. 30 navi, le prime che erano entrate in battaglia furono catturate e con queste anche la nave di Annibale che però riuscì a sfuggire alla cattura su una scialuppa.
Il resto della flotta punica cercò di manovrare per evitare l'aggancio dei corvi, tentando di trarre vantaggio dalla migliore qualità delle navi ed esperienza degli equipaggi. 
(Polibio, Storie, I, 23, BUR. Milano, 2001. trad.: M. Mari.)
I corvi però, essendo imperniati verticalmente, potevano essere diretti quasi in ogni direzione e le navi cartaginesi finivano regolarmente immobilizzate, assaltate e catturate. Alla fine cinquanta navi puniche restarono nelle mani dei Romani e le altre, virarono di bordo e fuggirono. La battaglia di Milazzo aveva segnato l'ingresso di Roma nel Mediterraneo.

## Colonna rostrata

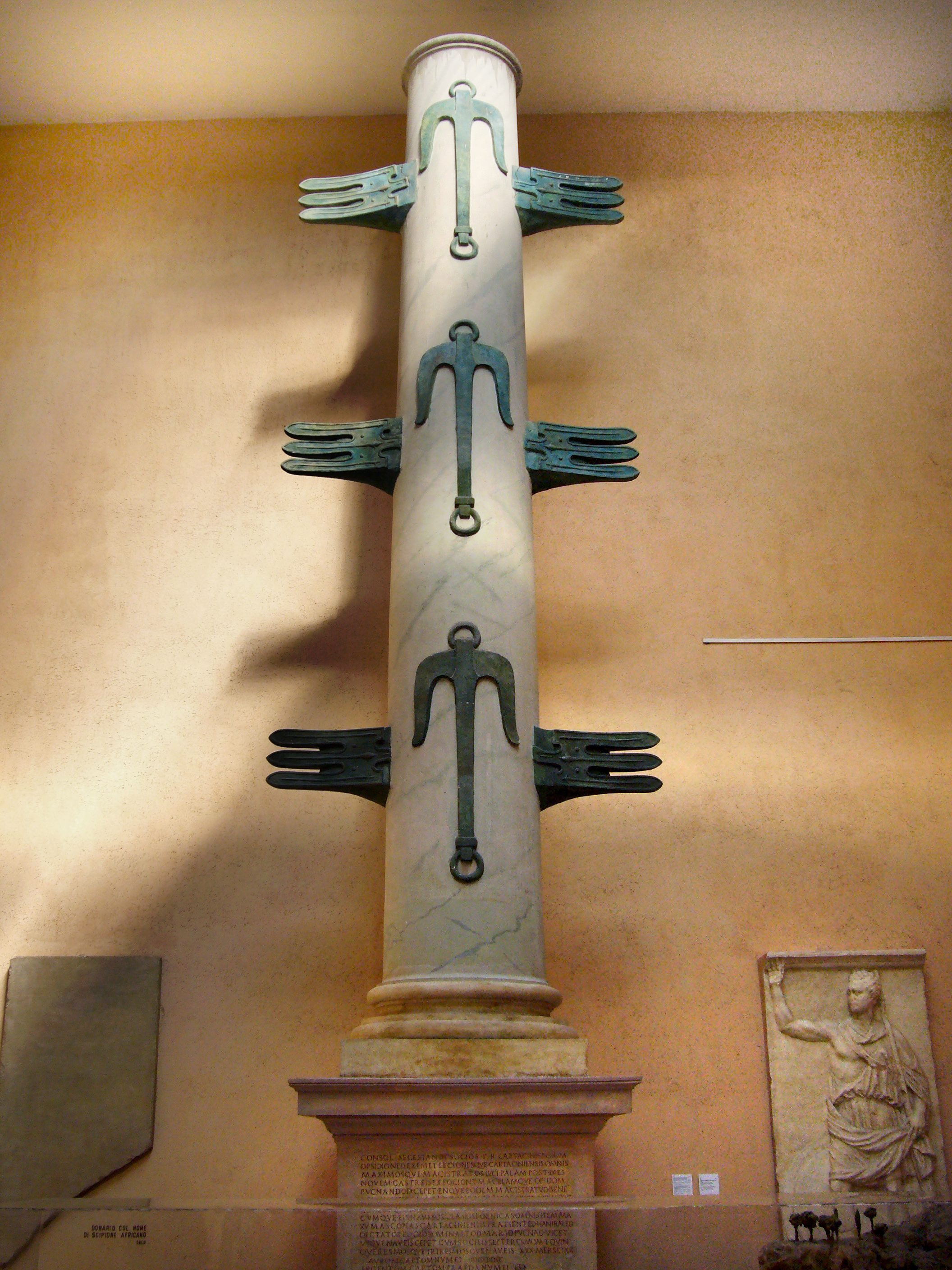
Riproduzione della colonna rostrata al Museo della civiltà romana

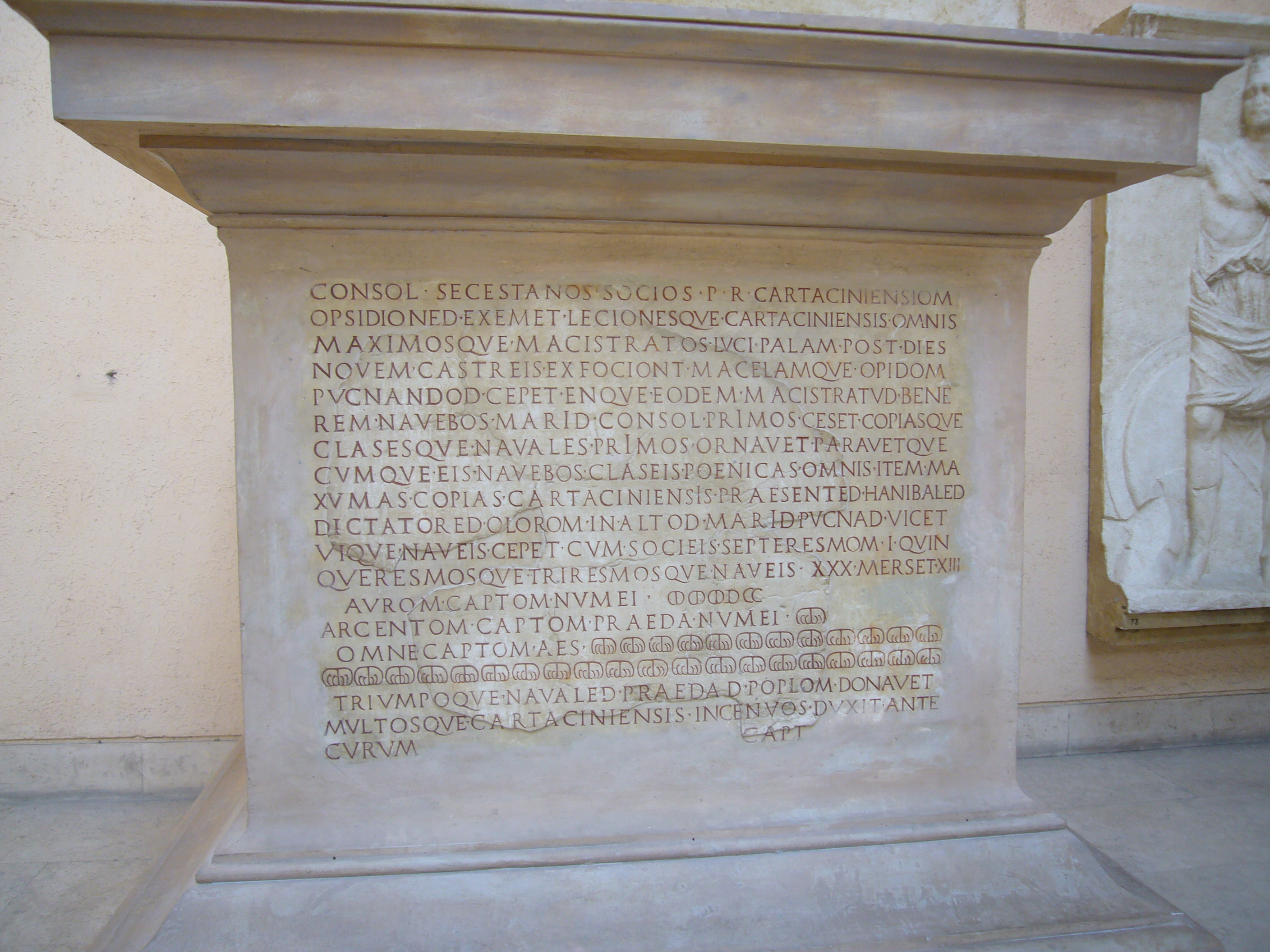
Riproduzione dell'iscrizione dedicatoria della colonna rostrata al Museo della civiltà romana

Per celebrare la vittoria venne eretta nel foro romano la celebre colonna rostrata di Gaio Duilio.